# 环境超人
環境超人エコガインダー（かんきょうちょうじんエコガインダー）是Kids Station放送的特摄番組。環境省環境教育推進室協力作品。

## 介绍
在21世纪环境不断的被破坏，为了拯救被破坏的地球，环境超人出现。但另一方面想怂恿人破坏地球环境的生态粉碎者也出现，环境超人就和生态粉碎者战斗。